# Acer sterculiaceum
Acer sterculiaceum är en kinesträdsväxtart. Acer sterculiaceum ingår i släktet lönnar, och familjen kinesträdsväxter.

## Underarter
Arten delas in i följande underarter:
- A. s. franchetii
- A. s. sterculiaceum
- A. s. thomsonii
- A. s. tomentosum